# Estació de Gelida
Gelida és una estació de ferrocarril propietat d'Adif situada a la població del Gelida, a la comarca de l'Alt Penedès. L'estació es troba a la línia Barcelona-Martorell-Vilafranca-Tarragona, per on circulen trens de la línia R4 de Rodalies de Catalunya operats per Renfe Operadora, servei que uneix el Bages, el Vallès Occidental i Barcelona amb Sant Vicenç de Calders via les comarques del Baix Llobregat, Alt Penedès i Baix Penedès.

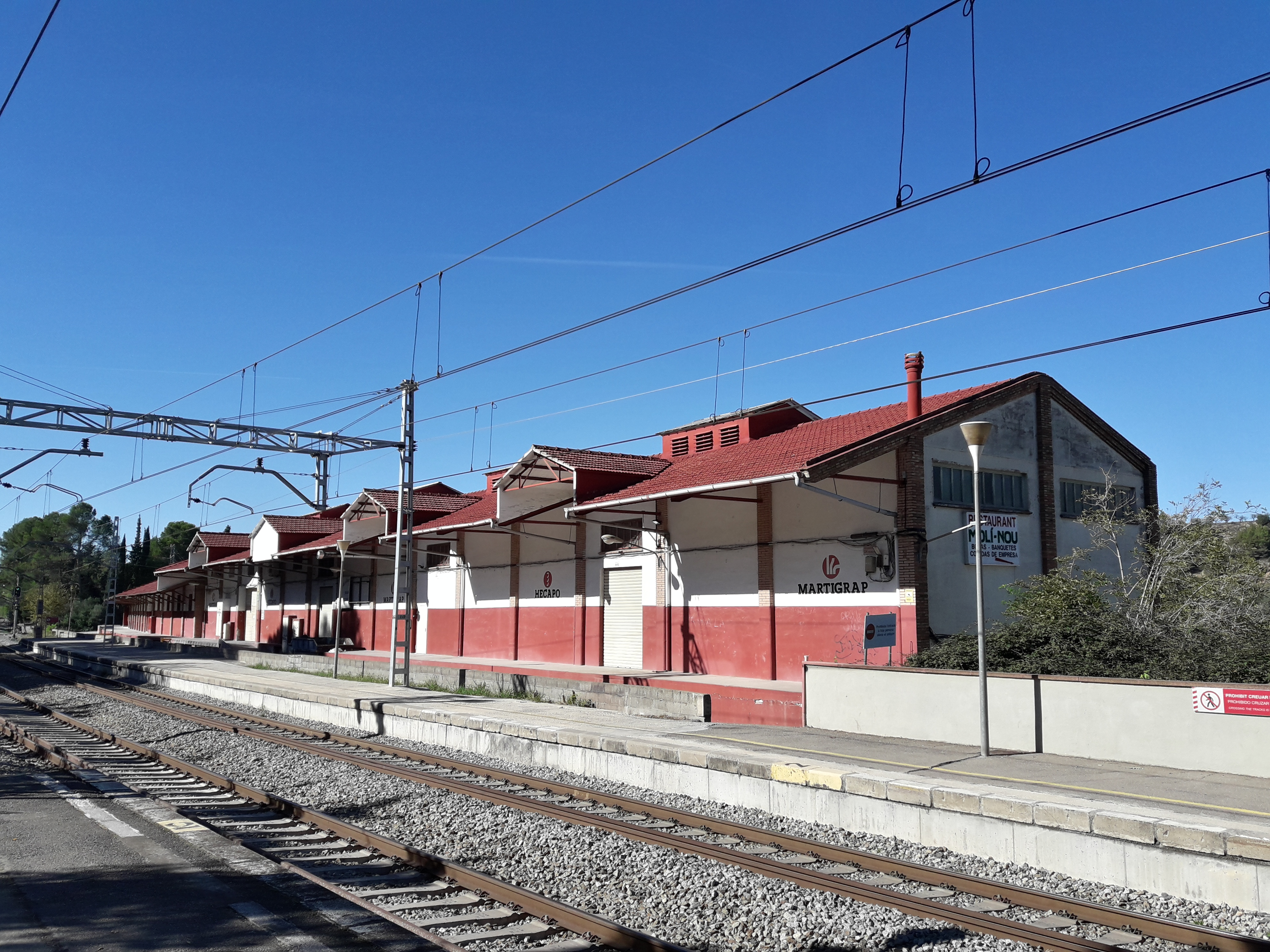
Les naus d'elMolí Nou, una antiga fàbrica de paper, donen directament a l'estació

Aquesta estació de la línia de Vilafranca va entrar en servei l'any 1865 quan es va obrir el tram entre Martorell i Tarragona, sis anys més tard que la línia arribés a Martorell.
Gelida Inferior és el nom que rep l'estació del funicular que uneix l'estació de ferrocarril amb el nucli urbà de Gelida, que està a uns 900 metres i amb un desnivell de 116 metres. Actualment gestionat per FGC, l'estació, com la resta del Funicular de Gelida, es va inaugurar l'any 1924 amb equips del Funicular del Tibidabo.
L'any 2016, l'estació de Rodalies va registrar l'entrada de 386.000 passatgers.

## Serveis ferroviaris
| Procedència/Destinació                        | <                    | Línia         | >                    | Procedència/Destinació |
| --------------------------------------------- | -------------------- | ------------- | -------------------- | ---------------------- |
| Rodalia de Barcelona                          |                      |               |                      |                        |
| Sant Vicenç de Calders Vilafranca del Penedès | Sant Sadurní d'Anoia |               | Martorell Central    | Terrassa Manresa       |
| Projectat                                     |                      |               |                      |                        |
| Sant Vicenç de Calders Vilafranca del Penedès | Sant Sadurní d'Anoia | obres         | Martorell Oest       | Terrassa Manresa       |
| Mataró                                        | Martorell Oest       | Línia Orbital | Sant Sadurní d'Anoia | Vilanova i la Geltrú   |
| Funicular de Gelida de FGC                    |                      |               |                      |                        |
| terminal                                      | terminal             |               | Gelida Baixador      | Gelida Superior        |